# Zoran Vujović
Zoran Vujović (Szarajevó, 1958. augusztus 26. –) jugoszláv válogatott horvát labdarúgó, hátvéd, edző. Ikertestvére Zlatko Vujović válogatott labdarúgó.

## Pályafutása

### Klubcsapatban
1976 és 1986 között a Hajduk Split labdarúgója volt. 1986 és 1988 között a francia Bordeaux, 1989-ben az AS Cannes csapatában szerepelt. 1989–90-ben a Crvena zvezda játékosa volt. 1990 és 1993 között ismét Franciaországban játszott. Egy-egy idény át szerepelt a Stade Vallauris, az AS Cannes és az OGC Nice együtteseiben.

### A válogatottban
1979 és 1989 között 34 alkalommal szerepelt a jugoszláv válogatottban és két gólt szerzett. Az 1980-as moszkvai olimpián negyedik lett a csapattal. Részt vett az 1982-es spanyolországi világbajnokságon.

### Edzőként
2007–08-ban és 2013-ban a marokkói KAC Kénitra vezetőedzője volt.

## Sikerei, díjai
Jugoszlávia
- Olimpiai játékok
  - 4.: 1980, Moszkva

 Hajduk Split
- Jugoszláv bajnokság
  - bajnok: 1978–79
- Jugoszláv kupa
  - győztes (2): 1977, 1984

 Bordeaux
- Francia bajnokság
  - bajnok: 1986–87
- Francia kupa
  - győztes: 1987

 Crvena zvezda
- Jugoszláv bajnokság
  - bajnok: 1989–90
- Jugoszláv kupa
  - győztes: 1990